# Eleições estaduais no Maranhão em 2002
As eleições estaduais no Maranhão em 2002 ocorreram em 4 de outubro como parte das eleições gerais no Distrito Federal e em 26 estados brasileiros. Neste dia foram eleitos em primeiro turno o governador José Reinaldo Tavares, o vice-governador Jurandir Filho e os senadores Roseana Sarney e Edison Lobão, além de 18 deputados federais e 42 deputados estaduais. O novo mandato governamental começaria em 1º de janeiro de 2003.
Para se chegar a esse resultado, entretanto, foi necessária a intervenção do Tribunal Regional Eleitoral do Maranhão que cassou a candidatura de Ricardo Murad em sentença confirmada pelo Tribunal Superior Eleitoral. A questão surgiu ante o fato que ele é cunhado de Roseana Sarney e essa ligação impedia a candidatura de parentes da ex-governadora no pleito daquele ano dado o exercício, por parte da mesma, de dois mandatos consecutivos no Palácio dos Leões. Quando a briga chegou a Brasília o recurso foi desconsiderado pela falta de uma procuração autorizando o deputado federal José Antônio Almeida a figurar como advogado do PSB maranhense e assim os 114.640 votos dados ao partido foram anulados e a falta desse contingente encerrou a eleição em primeiro turno e mesmo o próprio Ricardo Murad aceitou a sentença. Outro fato que influiu na disputa foi a decisão do deputado federal Roberto Rocha em renunciar à sua candidatura a governador pelo PSDB para apoiar a campanha de Jackson Lago e reforçar a oposição ao clã Sarney, estratégia derrubada pela cassação de Ricardo Murad.
Natural de São Luís, o governador José Reinaldo Tavares é engenheiro civil formado em 1964 na Universidade Federal do Ceará com especialização na Pontifícia Universidade Católica do Rio de Janeiro em 1970. Quando José Sarney governou o Maranhão, José Reinaldo Tavares foi diretor do Departamento de Estradas e Rodagem  e secretário de Planejamento no governo Pedro Santana. Após mudar para Brasília assumiu a presidência da Companhia Urbanizadora da Nova Capital em 1975 no governo Elmo Serejo tendo Jorge Murad e Roseana Sarney como assessores até que foi nomeado Secretário de Viação e Obras Públicas do Distrito Federal e durante a passagem de João Figueiredo pela presidência da República foi diretor do Departamento Nacional de Obras de Saneamento (DNOS). Após a doença e morte de Tancredo Neves, o Palácio do Planalto ficou sob o comando de José Sarney e este nomeou José Reinaldo Tavares para comandar a Superintendência do Desenvolvimento do Nordeste, onde ficou até substituir Afonso Camargo no Ministério dos Transportes. Politicamente o novo governador maranhense fez carreira no PFL sendo eleito deputado federal em 1990 e vice-governador do estado em 1994 e 1998 junto a Roseana Sarney cuja renúncia deu a ele o mandato de governador do estado, agora referendado nas urnas.
Para representar o estado do Maranhão no Senado Federal foram eleitos Roseana Sarney e Edison Lobão na terceira vez em que o PFL conquista as duas vagas em aberto.

## Resultado da eleição para governador
Segundo o Tribunal Regional Eleitoral do Maranhão houve 2.109.296 votos nominais (81,81%), 102.178 votos em branco (3,96%) e 366.779 votos nulos (14,23%) totalizando o comparecimento de 2.578.253 eleitores.
| Candidatos a governador do estado | Candidatos a vice-governador | Número | Coligação                                                       | Votação   | Percentual |
| --------------------------------- | ---------------------------- | ------ | --------------------------------------------------------------- | --------- | ---------- |
| José Reinaldo Tavares PFL         | Jurandir Filho PMDB          | 25     | O Maranhão Segue em Frente (PFL, PMDB, PV, PSC, PSD, PSDC, PST) | 1.076.893 | 51,06%     |
| Jackson Lago PDT                  | Deoclides Macedo PTB         | 12     | Frente Trabalhista (PDT, PTB, PPB, PPS, PTN, PAN)               | 896.930   | 42,52%     |
| Raimundo Monteiro PT              | Uílio Silva PT               | 13     | Maranhão presente, Lula presidente (PT, PL, PCdoB, PMN)         | 127.082   | 6,02%      |
| Marcos Silva PSTU                 | Luiz Noleto PSTU             | 16     | PSTU (sem coligação)                                            | 8.391     | 0,40%      |
| Ricardo Murad* PSB                | Iolanda Cortez* PSB          | 40     | Fé no Maranhão (PSB, PGT)                                       | zero      | zero       |
| Roberto Rocha* PSDB               | José Joaquim* PSDB           | 45     | Maranhão Decente (PSDB, PHS)                                    | zero      | zero       |

- Ricardo Murad (PSB) teve sua candidatura cassada pelo TSE e teve seus votos invalidados[6].
- Roberto Rocha (PSDB) desistiu da candidatura para apoiar Jackson Lago (PDT).

## Resultado da eleição para senador
Segundo o banco de dados do Tribunal Regional Eleitoral do Maranhão houve 294.301 votos em branco (5,71%) e 796.301 votos nulos (15,44%). Por serem duas as vagas em disputa não informaremos o comparecimento dos eleitores para evitar discrepância nos números.
| Candidatos a senador da República | Candidatos a suplente de senador                   | Número | Coligação                                                       | Votação   | Percentual |
| --------------------------------- | -------------------------------------------------- | ------ | --------------------------------------------------------------- | --------- | ---------- |
| Roseana Sarney PFL                | Mauro Fecury PFL Ildon Marques PMDB                | 252    | O Maranhão Segue em Frente (PFL, PMDB, PV, PSC, PSD, PSDC, PST) | 1.314.524 | 32,33%     |
| Edison Lobão PFL                  | Edison Lobão Filho PFL Remi Ribeiro PMDB           | 251    | O Maranhão Segue em Frente (PFL, PMDB, PV, PSC, PSD, PSDC, PST) | 1.106.151 | 27,21%     |
| Epitácio Cafeteira PDT            | Clay Lago PDT Coelho Neto PPS                      | 123    | Frente Trabalhista (PDT, PTB, PPB, PPS, PTN, PAN)               | 874.573   | 21,51%     |
| Haroldo Saboia PT                 | Francisco Oliveira PT Neide Moraes PT              | 131    | Maranhão presente, Lula presidente (PT, PL, PCdoB, PMN)         | 474.191   | 11,66%     |
| Ildemar Santos PSDB               | Carlos Amorim PSDB Douglas Pereira PSDB            | 456    | Maranhão Decente (PSDB, PHS)                                    | 135.382   | 3,33%      |
| Terezinha Rego PSB                | Augusto Fonseca PSB Selma Araújo PSB               | 404    | Fé no Maranhão (PSB, PGT)                                       | 92.769    | 2,28%      |
| Manoel do Brejo PSB               | Jessé Cutrim PSB Não disponível PSB                | 402    | Fé no Maranhão (PSB, PGT)                                       | 35.814    | 0,88%      |
| Frederico Luiz PCB                | Joberval Bertoldo PCB Juarez Costa PCB             | 212    | PCB (sem coligação)                                             | 16.273    | 0,40%      |
| Ramon Zapata PSTU                 | Maria do Carmo Durans PSTU Valdelino Ferreira PSTU | 163    | PSTU (sem coligação)                                            | 16.227    | 0,40%      |

### Questão da suplência
Titular de um mandato de oito anos, a senadora Roseana Sarney assumiu o governo do Maranhão em 2009 após a cassação de Jackson Lago pelo Tribunal Superior Eleitoral, tendo cumprido o resto do mandato o primeiro suplente Mauro Fecury a partir de 12 de maio de 2009. 

## Deputados federais eleitos
São relacionados os candidatos eleitos com informações complementares da Câmara dos Deputados.
| Número | Deputados federais eleitos | Partido | Votação | Percentual | Cidade onde nasceu       | Unidade federativa |
| ------ | -------------------------- | ------- | ------- | ---------- | ------------------------ | ------------------ |
| 4555   | João Castelo               | PSDB    | 123.474 |            | Caxias                   | Maranhão           |
| 4512   | Sebastião Madeira          | PSDB    | 112.017 |            | São Domingos do Maranhão | Maranhão           |
| 2566   | Sarney Filho               | PFL     | 111.479 |            | São Luís                 | Maranhão           |
| 1555   | Gastão Vieira              | PMDB    | 106.516 |            | São Luís                 | Maranhão           |
| 1516   | Pedro Novaes               | PMDB    | 99.679  |            | Coelho Neto              | Maranhão           |
| 2525   | Pedro Fernandes            | PFL     | 93.024  |            | São Luís                 | Maranhão           |
| 2555   | Clóvis Fecury              | PFL     | 83.078  |            | Brasília                 | Distrito Federal   |
| 2510   | Nice Lobão                 | PFL     | 82.812  |            | Recife                   | Pernambuco         |
| 2580   | Paulo Marinho              | PFL     | 74.393  |            | Caxias                   | Maranhão           |
| 1123   | Antônio Joaquim Araújo     | PPB     | 70.041  |            | Codó                     | Maranhão           |
| 2222   | Remi Trinta                | PL      | 68.347  |            | São Bento                | Maranhão           |
| 2590   | César Bandeira             | PFL     | 66.312  |            | Vitorino Freire          | Maranhão           |
| 2513   | Costa Ferreira             | PFL     | 64.719  |            | Guimarães                | Maranhão           |
| 1312   | Teresinha Fernandes        | PT      | 57.583  |            | Barreirinhas             | Maranhão           |
| 1212   | Neiva Moreira              | PDT     | 57.185  |            | Nova Iorque              | Maranhão           |
| 1233   | Luciano Leitoa             | PDT     | 47.432  |            | Parnaíba                 | Piauí              |
| 1234   | Wagner Lago                | PDT     | 41.700  |            | Pedreiras                | Maranhão           |
| 4030   | Ribamar Alves              | PSB     | 34.468  |            | Santa Inês               | Maranhão           |

## Deputados estaduais eleitos
| Número | Deputados estaduais eleitos | Partido | Votação | Percentual | Cidade onde nasceu | Unidade federativa |
| ------ | --------------------------- | ------- | ------- | ---------- | ------------------ | ------------------ |
| 41266  | Manoel Ribeiro              | PSD     | 79.253  | 3,28%      | São Luís           | Maranhão           |
| 25113  | Tatá Milhomem               | PFL     | 38.185  | 1,58%      | Presidente Dutra   | Maranhão           |
| 25222  | Maura Jorge                 | PFL     | 37.612  | 1,56%      | Lago da Pedra      | Maranhão           |
| 25800  | Max Barros                  | PFL     | 35.438  | 1,47%      | São Luís           | Maranhão           |
| 25221  | Telma Pinheiro              | PFL     | 33.641  | 1,39%      | São Luís           | Maranhão           |
| 25200  | Rigo Teles                  | PFL     | 30.850  | 1,28%      | Caxias             | Maranhão           |
| 25555  | Arnaldo Melo                | PFL     | 30.745  | 1,27%      | Codó               | Maranhão           |
| 25255  | Hélio Soares                | PFL     | 29.106  | 1,20%      | São Luís           | Maranhão           |
| 41234  | Stênio Rezende              | PSD     | 28.559  | 1,18%      | Vitorino Freire    | Maranhão           |
| 41245  | Humberto Coutinho           | PSD     | 27.152  | 1,12%      | Pedreiras          | Maranhão           |
| 25220  | Rubens Pereira              | PFL     | 26.842  | 1,11%      | São Luís           | Maranhão           |
| 41236  | Camilo Figueiredo           | PSD     | 26.734  | 1,11%      | Codó               | Maranhão           |
| 25678  | João Evangelista            | PFL     | 26.618  | 1,10%      | São João Batista   | Maranhão           |
| 25258  | Carlos Filho                | PFL     | 25.527  | 1,06%      | Teresina           | Piauí              |
| 25369  | Geovane Castro              | PFL     | 25.405  | 1,05%      | Coroatá            | Maranhão           |
| 45000  | Alberto Franco              | PSDB    | 24.844  | 1,03%      | Bacabal            | Maranhão           |
| 25808  | Chico Gomes                 | PFL     | 24.809  | 1,03%      | São Luís           | Maranhão           |
| 12111  | Julião Amin                 | PDT     | 24.766  | 1,02%      | São Luís           | Maranhão           |
| 25802  | César Pires                 | PFL     | 24.490  | 1,01%      | Codó               | Maranhão           |
| 41258  | Soliney Silva               | PSD     | 24.408  | 1,01%      | São João do Piauí  | Piauí              |
| 25111  | Wilson Carvalho             | PFL     | 24.197  | 1,00%      | São Luís           | Maranhão           |
| 12121  | Graça Paz                   | PDT     | 24.061  | 1,00%      | Guimarães          | Maranhão           |
| 14789  | Joaquim Haickel             | PTB     | 22.359  | 0,92%      | São Luís           | Maranhão           |
| 41210  | Janice Braide               | PSD     | 20.701  | 0,86%      | São Luís           | Maranhão           |
| 45678  | Cristina Archer             | PSDB    | 20.616  | 0,85%      | Codó               | Maranhão           |
| 12012  | Mauro Bezerra               | PDT     | 20.258  | 0,84%      | São Luís           | Maranhão           |
| 12612  | Rubem Brito                 | PDT     | 19.831  | 0,82%      | São Luís           | Maranhão           |
| 15151  | Deusdete Sampaio            | PMDB    | 19.497  | 0,81%      | São Luís           | Maranhão           |
| 20120  | Pavão Filho                 | PSC     | 19.463  | 0,81%      | Santa Helena       | Maranhão           |
| 15120  | Carlos Braide               | PMDB    | 19.438  | 0,80%      | Teresina           | Piauí              |
| 40140  | Teresa Murad                | PSB     | 18.850  | 0,78%      | Coroatá            | Maranhão           |
| 13610  | Helena Heluy                | PT      | 17.512  | 0,72%      | São Luís           | Maranhão           |
| 45122  | Aderson Lago                | PSDB    | 17.649  | 0,72%      | São Luís           | Maranhão           |
| 22123  | Reginaldo Nunes             | PL      | 17.362  | 0,72%      | Caxias             | Maranhão           |
| 14615  | Ceará                       | PTB     | 16.242  | 0,67%      | Fortaleza          | Ceará              |
| 15147  | Socorro Waquim              | PMDB    | 15.400  | 0,64%      | Parnaíba           | Piauí              |
| 13147  | Domingos Dutra              | PT      | 14.415  | 0,60%      | Buriti             | Maranhão           |
| 23333  | Antônio Pereira             | PPS     | 14.236  | 0,59%      | Teixeira           | Paraíba            |
| 12345  | Luiz Pedro                  | PDT     | 14.125  | 0,58%      | Juazeiro do Norte  | Ceará              |
| 11234  | Eligio Almeida              | PPB     | 12.955  | 0,54%      | Bacabal            | Maranhão           |
| 30123  | Professor Lima              | PGT     | 11.367  | 0,47%      | São Luís           | Maranhão           |
| 28111  | Paulo Neto                  | PRTB    | 11.341  | 0,47%      | Parnaíba           | Piauí              |